# Kye Whyte
Kye White (Peckham, 21 settembre 1999) è un ciclista di BMX britannico, vincitore della medaglia argento nella gara di specialità ai Giochi olimpici di Tokyo 2020.

## Palmarès
- Giochi olimpici

Tokyo 2020:  Argento nel BMX
- Mondiali

2022 - Nantes: argento nella gara elite.
- Europei

2018 - Glasgow: argento nella gara elite.
2022 - Dessel: oro nella gara elite.